# Luciano Coutinho
Luciano Galvão Coutinho (Recife, setembro de 1946) é um economista brasileiro e foi presidente do Banco Nacional de Desenvolvimento Econômico e Social (BNDES) entre maio de 2007 e maio de 2016.

## Formação acadêmica
PhD em Economia pela Universidade Cornell (EUA), foi professor visitante nas Universidades de Paris XIII, do Texas e da USP, além de professor titular na Unicamp. Formou-se em Economia pela USP e, durante o curso, recebeu o prêmio Gastão Vidigal como melhor aluno de Economia de São Paulo.

## Vida profissional
Especialista em economia industrial e internacional, escreveu e foi organizador de vários livros além de ter extensa produção de artigos, publicados no Brasil e no exterior. Entre 1985 e 1988, foi secretário executivo do Ministério de Ciência e Tecnologia, participando da estruturação do Ministério e na concepção de políticas voltadas a áreas de alta complexidade, como biotecnologia, informática, química fina, mecânica de precisão e novos materiais. Em 1994, coordenou o Estudo de Competitividade da Indústria Brasileira, trabalho de quase uma centena de especialistas que mapeou com profundidade inédita o setor industrial brasileiro.
Até assumir a presidência do Banco Nacional de Desenvolvimento Econômico e Social (BNDES), era sócio da LCA Consultores, atuando como consultor-especialista em defesa da concorrência, comércio internacional e perícias econômicas. Foi considerado pela Revista Época um dos 100 brasileiros mais influentes do ano de 2009.